# Подебради (род)
Подебради (на чешки: páni z Poděbrad, Páni z Kunštátu a Poděbrad) е благороднически род от Бохемия. От 14 до 17 век членове на фамилията са важни личности в Кралство Бохемия.
Фамилията произлиза от господарите на Кунщат (Páni z Kunštátu) в Моравия. Бочек от Кунщат († 1373) чрез женитба се добива с господството Подебради и пръв се нарича „от Кунщат и Подибрад“. Резиденция на фамилията е замък Подибради.
Най-известен от фамилията на Подибрадите е бохемския крал Иржи Подебради (упр. 1458-1471), чийто синове са издигнати на имперски графове и графове на графство Клодзко. Те основават силезийския фамилен клон на херцозите на Мюнстерберг (чешки Knížata z Minsterberka).
С херцог Карл Фридрих I от Оелс (1593–1647) фамилията изчезва по мъжка линия. Собствеността му отива на бохемската корона на император Фердинанд III, който е и бохемски крал.